# Valea Cocești
Valea Cocești – wieś w Rumunii, w okręgu Alba, w gminie Mogoș. W 2011 roku liczyła 37 mieszkańców.